# آنا دي فيلاسكو وخيرون
آنا دي فيلاسكو وخيرون (1585 - 7 نوفمبر 1607)، نبيلة إسبانية أصبحت دوقة براغانزا القرينة بزواجها من تيودوسيو الثاني، وكذلك هي والدة جواو أول ملك البرتغال من سلالة براغانزا.
هي ابنة خوان فرينانديث دي فيلاسكو، دوق فراياس الخامس وماريا تيليث-خيرون ابنة الأندلسي بيدرو تيليث-خيرون، دوق أشونة الأول.